# Nino Terzo
Nino Terzo, all'anagrafe Antonino (Palermo, 22 maggio 1923 – Marano di Napoli, 3 maggio 2005), è stato un attore e comico italiano.

## Biografia

### Gli inizi e l'avanspettacolo
Nato a Palermo, Antonino Terzo lavorò assiduamente nell'avanspettacolo e in spettacoli di rivista, lavorando anche nelle compagnie teatrali di Totò, Peppino De Filippo, Domenico Modugno, Franco Franchi e Ciccio Ingrassia. Terzo fu inoltre attivo anche come cantante, partecipando a numerose operette.

### Il cinema

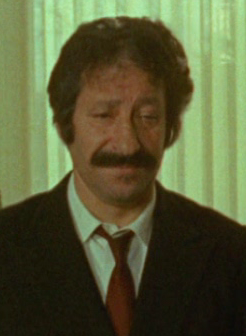
Nino Terzo in un fotogramma del film Mezzanotte d'amore (1970) di Ettore Maria Fizzarotti

Nel 1962 debuttò nel cinema e molto presto divenne un noto caratterista in commedie e farse all'italiana interpretando, con piccole variazioni, il personaggio che lo aveva reso celebre nell'avanspettacolo, un uomo affetto da balbuzie e atavica afasia, incapace di parlare senza aver prima inspirato ed espirato profondamente. Una macchietta che il comico siciliano, uno dei più popolari d'avanspettacolo e rivista, ha messo a punto all'esordio cinematografico e non ha mai variato, sia che fosse a fianco di Totò (ne I due colonnelli) o che fosse diretto da Carlo Ludovico Bragaglia (I quattro moschettieri), Federico Fellini (I clowns), da Nanni Loy (Café Express) o, addirittura, da Maurizio Nichetti (Il Bi e il Ba). 
Ma ha lavorato, perlopiù, accanto a Franco e Ciccio, con i quali era amico: da I due della legione (1962) di Lucio Fulci a Farfallon (1974) di Riccardo Pazzaglia, oltre alla trasmissione televisiva Bene, bravi, bis (1984), insieme ad Edwige Fenech. La sua ultima apparizione cinematografica risale al film Nuovo Cinema Paradiso (1988), per la regia di Giuseppe Tornatore.
Sul finire della propria carriera artistica, inoltre, prese parte anche alle fiction Il vigile urbano (1989) di Castellano e Pipolo, insieme a Lino Banfi e alla figlia Rosanna Banfi, Classe di ferro (1989-1991) di Bruno Corbucci, insieme a Giampiero Ingrassia, Rocco Papaleo e Adriano Pappalardo.

### Ritiro dalle scene e morte
Nel 1992 abbandonò definitivamente lo spettacolo a causa di seri problemi di salute. Nel 2001 venne intervistato da Marco Giusti, in una puntata di Stracult su Rai 2. Malato da tempo, muore a 81 anni, il 3 maggio 2005 nella sua casa a Marano di Napoli (accudito dalla moglie Mara Mays), dopo aver subito quattro infarti. Riposa nel cimitero di Marano di Napoli.

## Filmografia

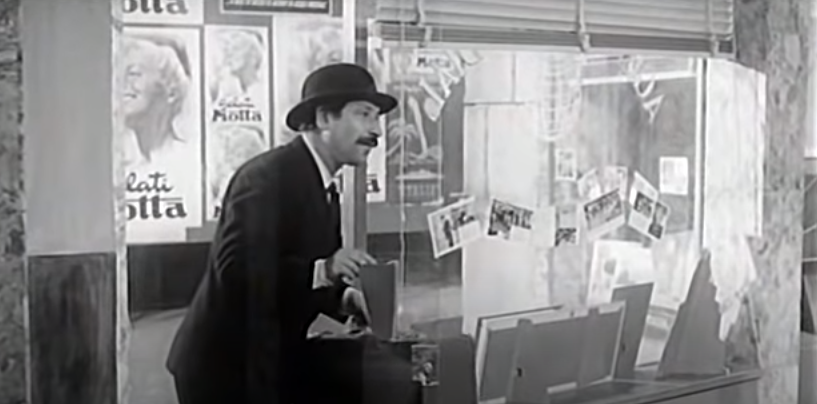
Nino Terzo in un fotogramma del film I tre nemici (1962) di Giorgio Simonelli

### Cinema
- Le massaggiatrici, regia di Lucio Fulci (1962)
- Colpo gobbo all'italiana, regia di Lucio Fulci (1962)
- I tre nemici, regia di Giorgio Simonelli (1962)
- I due della legione, regia di Lucio Fulci (1962)
- I 4 monaci, regia di Carlo Ludovico Bragaglia (1962)
- Totò di notte n. 1, regia di Mario Amendola (1962)
- I due colonnelli, regia di Steno (1962)
- Il giorno più corto, regia di Sergio Corbucci (1962)
- Divorzio alla siciliana, regia di Enzo Di Gianni (1963)
- I 4 moschettieri, regia di Carlo Ludovico Bragaglia (1963)
- Totò contro i quattro, regia di Steno (1963)
- Gli imbroglioni, regia di Lucio Fulci, episodio I siciliani (1963)
- I due evasi di Sing Sing, regia di Lucio Fulci (1964)
- 00-2 agenti segretissimi, regia di Lucio Fulci (1964)
- I due toreri, regia di Giorgio Simonelli (1964)
- Non son degno di te, regia di Ettore Maria Fizzarotti (1965)
- Se non avessi più te, regia di Ettore Maria Fizzarotti (1965)
- I due sergenti del generale Custer, regia di Giorgio Simonelli (1965)
- Come inguaiammo l'esercito, regia di Lucio Fulci (1965)
- Due mafiosi contro Goldginger, regia di Giorgio Simonelli (1965)
- Con rispetto parlando, regia di Marcello Ciorciolini (1965)
- Perdono, regia di Ettore Maria Fizzarotti (1966)
- I due figli di Ringo, regia di Giorgio Simonelli e Giuliano Carnimeo (1966)
- I zanzaroni, regia di Ugo La Rosa, episodio Quelli che partono (1967)
- Non mi dire mai goodbye, regia di Gianfranco Baldanello (1967)
- Totò Ciak, regia di Daniele D'Anza (1967) - mediometraggio
- Il ragazzo che sorride, regia di Aldo Grimaldi (1968)
- L'oro del mondo, regia di Aldo Grimaldi (1968)
- Meglio vedova, regia di Duccio Tessari (1968)
- Zum Zum Zum - La canzone che mi passa per la testa, regia di Bruno e Sergio Corbucci (1968)
- I 2 pompieri, regia di Bruno Corbucci (1968)
- I 2 deputati, regia di Giovanni Grimaldi (1969)
- Franco, Ciccio e il pirata Barbanera, regia di Mario Amendola (1969)
- Zum Zum Zum nº 2, regia di Bruno Corbucci (1969)
- Lisa dagli occhi blu, regia di Bruno Corbucci (1969)
- Il suo nome è Donna Rosa, regia di Ettore Maria Fizzarotti (1969)
- Pensando a te, regia di Aldo Grimaldi (1969)
- Mezzanotte d'amore, regia di Ettore Maria Fizzarotti (1970)
- Ma chi t'ha dato la patente?, regia di Nando Cicero (1970)
- W le donne, regia di Aldo Grimaldi (1970)
- Le belve, regia di Giovanni Grimaldi, episodio Il salvatore (1970)
- I clowns, regia di Federico Fellini (1970)
- Lady Barbara, regia di Mario Amendola (1970)
- Venga a fare il soldato da noi, regia di Ettore Maria Fizzarotti (1971)
- Il rompiballe... rompe ancora (Fantasia chez les ploucs), regia di Gérard Pirès (1971)
- Armiamoci e partite!, regia di Nando Cicero (1971)
- Il vichingo venuto dal sud, regia di Steno (1971)
- Storia di fifa e di coltello - Er seguito der Più, regia di Mario Amendola (1973)
- Ku-Fu? Dalla Sicilia con furore, regia di Nando Cicero (1973)
- Il sergente Rompiglioni, regia di Pier Giorgio Ferretti (1973)
- 4 caporali e ½ e un colonnello tutto d'un pezzo, regia di Bitto Albertini (1973)
- Provaci anche tu, Lionel, regia di Roberto Bianchi Montero (1973)
- Piedino il questurino, regia di Franco Lo Cascio (1974)
- Farfallon, regia di Riccardo Pazzaglia (1974)
- La figliastra (Storia di corna e di passioni), regia di Edoardo Mulargia (1976)
- San Pasquale Baylonne protettore delle donne, regia di Luigi Filippo D'Amico (1976)
- La dottoressa del distretto militare, regia di Nando Cicero (1976)
- La polizia è sconfitta, regia si Sergio Martino (1977)
- La soldatessa alle grandi manovre, regia di Nando Cicero (1978)
- L'infermiera di campagna, regia di Mario Bianchi (1978)
- La vedova del trullo, regia di Franco Bottari (1979)
- Café Express, regia di Nanni Loy (1980)
- La dottoressa di campagna, regia di Mario Bianchi  (1981)
- L'assistente sociale tutto pepe..., regia di Nando Cicero (1981)
- Pierino il fichissimo, regia di Alessandro Metz (1981)
- Chiamate 6969: taxi per signora, regia di Mario Bianchi (1981)
- Che casino... con Pierino!, regia di Bitto Albertini (1982)
- Giovani, belle... probabilmente ricche, regia di Michele Massimo Tarantini (1982)
- La sai l'ultima sui matti?, regia di Mariano Laurenti (1982)
- Paulo Roberto Cotechiño centravanti di sfondamento, regia di Nando Cicero (1983)
- Il Bi e il Ba, regia di Maurizio Nichetti (1985)
- Italiani a Rio, regia di Michele Massimo Tarantini (1987)
- Nuovo Cinema Paradiso, regia di Giuseppe Tornatore (1988)

### Televisione
- Il vigile urbano – serie TV, 3 episodi (1989-1990)
- Classe di ferro – serie TV, 2 episodi (1989-1991)

## Programmi televisivi
- Bene, bravi, bis (Italia 1, 1984) - vari sketch;
- Stracult (Rai 2, 2001) - intervista